# Cibelle
Cibelle Cavalli, meglio nota come Cibelle (San Paolo, 2 gennaio 1978), è una cantautrice, musicista e artista brasiliana.

## Biografia
Dall'età di sei anni frequentò il Conservatorio Marcelo Tupinamba di San Paolo, dove prese lezioni di chitarra, pianoforte, percussioni e recitazione. Iniziò a lavorare dapprima come modella, poi come attrice in musical, cortometraggi e sceneggiati per la televisione brasiliana, per dedicarsi infine totalmente alla musica.
Nel 1999 collaborò come cantante all'album São Paulo Confessions del produttore discografico serbo Suba, che fondeva musica tradizionale brasiliana e influssi elettronici, quindi apparve nell'album Natural di Celso Fonseca (2003). Il suo primo album solista, Cibelle, venne pubblicato in quello stesso anno. Firmato un contratto con l'etichetta discografica belga Crammed Discs, si trasferì in Europa, dapprima a Parigi, quindi a Londra.

Il suo secondo album, The Shine of Dried Electric Leaves, uscito nel 2006, vide la collaborazione di artisti famosi quali Devendra Banhart, Spleen e Seu Jorge. Nello stesso anno, venne invitata da David Byrne ad esibirsi nel corso del concerto-evento "Welcome To Dreamland", alla Carnegie Hall di New York, che riuniva i principali artisti della scena "freak folk".
Nel corso della sua carriera la cantante ha lavorato con molti musicisti e artisti visuali per la realizzazione di album, film, performance e installazioni artistiche, come, oltre ai già citati, Cocorosie, Rio en Medio, Gilberto Gil, Junio Barreto, Vanessa da Mata, Orquestra Imperial, Vetiver, Lightspeed Champion, Josh Weller, David Shrigley, Doug Aitken, Vanessa da Silva, Adem, Tom Zé, Johnny Flynn, Quist, Tunng, Nação Zumbi e The Legendary Tigerman.
Il suo terzo album, Las Vênus Resort Palace Hotel, è uscito nel 2010.

## Discografia

### Album
- Cibelle (2003)
- The Shine of Dried Electric Leaves (2006)
- Las Vênus Resort Palace Hotel (2010)
- Unbinding (2013)

### EP
- About a Girl EP (2005)
- Noite de Carnaval/Matthew Herbert Remixes (2005)
- Green Grass EP (2007)
- White Hair EP (2008)

### Collaborazioni
- São Paulo Confession, di Suba (1999): voce in tre tracce
- Tributo, di Suba (2002): voce in quattro tracce
- O Cheiro do Ralo, colonna sonora (2006)
- Electric Gypsyland (2006), remix
- Res Inexplicata Volans, di Apollo Nove (2005): voce in tre tracce
- Worried Noodles (TomLab Records) (2008)
- Femina, di The Legendary Tiger Man (2009): voce in due tracce